# Anna Skoda
Anna Skoda (auch: Anny Skoda) war eine böhmische Rennrodlerin.
Am 1. Februar 1914 gewann die in Reichenberg beheimatete Skoda auf der heimischen Jeschken-Rodelbahn die erste Europameisterschaft im Rennrodeln. Bei dem als Meisterschaft der österreichischen Sudetenländer ausgetragenen Wettkampf siegte sie auf der 1900 Meter langen Bahn in einer Zeit von 2:42,2 Minuten vor Anna Rothe aus Neupaulsdorf und Resi Jahnel aus Mödling.